# 우메사키 쓰카사
우메사키 쓰카사(일본어: 梅崎 司, 1987년 2월 23일 ~ )는 일본의 축구 선수이다.

## 구단 경력
그는 2005년부터 2024년까지 J리그의 오이타 트리니타, 우라와 레즈, 쇼난 벨마레에서 활동하였다.

## 국가대표팀 경력
그는 2006년 AFC 아시안컵 예선에 참가할 일본 국가대표팀에 발탁되었으며, 9월 6일 예멘와의 경기에서 데뷔했다.
그는 2007년 FIFA U-20 월드컵에 참가할 일본 U-20 국가대표팀에 발탁되었으며, 4경기에 출전, 1득점을 넣었다.

## 통계
| 일본 | 일본 | 일본 |
| 연도 | 출전 | 득점 |
| ---- | ---- | ---- |
| 2006 | 1    | 0    |
| 통산 | 1    | 0    |